# 仲井真弘多
仲井真弘多（1939年8月19日—），日本官員、財金界人士、政治家，第六任沖繩縣知事，是琉球國閩人三十六姓蔡氏仲井真家成員，琉球姓氏為蔡姓，也是久米村蔡氏門中會理事。

## 生平
仲井真弘多出生於大阪市。1945年因當地遭受空襲，舉家逃至大分縣南海部郡明治村（今佐伯市）。翌年移居本籍所在地沖繩縣那霸市。他畢業於那霸市立開南小學校、那霸市立上山中學校、那霸高等學校，成績優良，尤其是理科及數學，當時他志願成為汽車設計師。後來通過國費、自費沖繩學生制度升上東京大學工学部就讀。
1961年大学畢業後加入通商產業省，之後曾任沖繩開發廳沖繩綜合事務局通商產業部長、工業技術院總務部技術審議官等職位。
1987年，仲井真弘多就任民營化前的沖繩電力理事，1990年成為沖繩縣副知事，退任副知事後再任沖繩電力社長及会長。

## 知事生涯
2006年，無黨派的仲井真弘多受到自民、公明兩黨推薦參選沖縄縣知事選舉，獲得347303票，擊敗得到八個在野黨推薦、支持，獲得309985票的糸數慶子当選知事。2007年仲井真弘多於6月23日出席「沖縄全戰死者追悼儀式」後翌日因輕微腦梗塞緊急入院，住院及在家休養兩星期並暫停公務，至7月9日恢復公務。
2010年，仲井真弘多獲公明黨推薦以無黨派身份競逐連任知事，結果以335708票擊敗獲得297082第二高票、獲社民、共產等多個政黨推薦的伊波洋一，成功連任知事。
在2014年沖繩縣知事選舉中，仲井真弘多受到自民黨、次世代之黨等黨派的推薦，再次參加知事選舉，謀求連任。但卻被翁長雄志擊敗，從而失去第三次連任的機會。

### 對沖繩縣內美軍基地問題的立場
仲井真弘多初當選知事時，對於駐沖繩縣美軍問題延續前任知事稻嶺惠一的政策，反對日美政府提出將普天間飛行場遷移至縣內名護市施瓦布軍營的方案，但主張在当地居民可以接受的情况下容许將該基地移到冲绳县内新址。2008年2月11日發生駐沖繩美軍涉嫌強姦當地一名14歲、就讀初中三年級女學生的事件，仲井真弘多對事件表示「強烈憤慨」，但他指事件不會對沖繩普天間美軍基地遷址問題產生直接影響。
而到了2009年，沖繩縣逾2萬人集會抗議美軍基地縣內搬遷方案，仲井真弘多對此雖仍然維持有條件接受縣內搬遷的立場，但他亦表示歡迎縣外搬遷的可行方案。2010年5月22日，日美兩國政府達成協議，美軍基地將搬到縣內名護市邊野古沿岸，引起沖繩縣民眾抗議，普天間飛行場亦被沖繩民眾包圍，要求關閉。而首相鳩山由紀夫對仲井真弘多表示不能裁減駐日美軍人力及未能把美軍基地遷出沖繩縣外，仲井真弘多對此表示遺憾，指計劃難以被縣民接受，批評日美政府未就事件與沖繩縣民溝通，並認為鳩山由紀夫应该正确接受县民们的意見。同年8月，他與防衛大臣北澤俊美舉行會談，要求早日歸還駐日美軍普天間基地及減輕美軍基地給沖繩帶來的負擔，並重申當地居民難以接受將基地遷至邊野古周邊這個沒有得到他們認可的方案。 

### 對文部科学省修改教科書內沖繩二戰歷史的立場
2007年4月，日本文部科学省擬刪除公立高中歷史教科書有關二戰沖繩戰役時沖繩人被日軍強逼集體自殺的相關字眼，仲井真弘多對此表示遺憾，並希望日本政府認真對沖繩戰役進行考證，在教科書裡對日軍強迫琉球人集體自殺等事件有一個公正、正確的記載。同年9月，沖繩縣宜野灣市舉行「反對日本竄改二戰史實」抗議集會，超過11萬人參與，仲井真弘多亦有出席，他在會上發表講話，再次對文部科學省的更改教科書的做法表示遺憾，並向示威民眾表示：「日軍曾經向沖繩人分發手榴彈，要求他們集體自殺的史實，不容湮滅。」，又以縣民代表身份提出強烈抗議。至10月，仲井真弘多和其他地方領袖向文部科學省遞交沖繩縣民要求重新審議教科書的決議，要求日本中央政府收回決定刪除「強逼」字眼的意見，認為應恢復教科書有關二戰沖繩戰役的原有表述，並表示文部科學省以“容易引起誤解”為由刪除教科書中有關日軍強迫沖繩人集體自殺的表述是不恰當的。後來日本中央政府釋出可能撤回指示的跡象，仲井真弘多對此表示歡迎，並肯定當時安倍晉三內閣對此敏感議題立即作出回應的態度。

### 對釣魚台主權的立場
仲井真弘多主張釣魚台列嶼（日本稱為尖閣諸島）為沖繩縣管轄範圍，他曾計劃2007年3月13日乘坐日本自衛隊飛機到釣魚島海域視察，卻於原定出發前一星期收到中華人民共和國駐福岡總領事來信要求取消計劃，到原定出發前一天又收到福岡中國總領事館武亞朋總領事親自致電要求他中止行程，同日中華民國（台灣）外交部也指示中華民國駐那霸辦事處發表聲明要求他取消行程。最後他以「天氣欠佳」為理由延遲該次行程，並表示會於天氣晴朗的日子再安排行程。
2010年9月7日在釣魚島對開海面發生中國漁船與日本巡邏船相撞事件，同月24日，仲井真弘多表示這是微妙的政治問題，他們只能關注事態發展，又希望日中兩國之間盡早以良好方式解決問題。27日又有報導指仲井真弘多計劃於近日視察釣魚台島，又強調日本擁有對釣魚台島的主權，他要求日本政府多派巡邏艇和海上自衛隊艦艇，加強對釣魚台島和周邊海域的警戒，以確保日本漁民的安全及西南諸多島民的安心。

## 其他公職
仲井真弘多曾擔任多項公職，除擔任蔡氏門中會理事外，又曾任那霸商工會議所第14代会頭、中琉協会會長、沖繩日意協會（沖縄日伊協会）会長、琉球交響樂團理事、沖法協會（沖仏協会）顧問、沖繩華道連盟顧問、那霸大綱挽保存會顧問、沖繩傳統空手道振興會會長等職務。

## 外部連結
- 官方網頁

| 官衔            | 官衔                                    | 官衔            |
| --------------- | --------------------------------------- | --------------- |
| 前任： 稻嶺惠一 | 沖繩縣知事 2006年12月－2014年12月 第6代 | 繼任： 翁長雄志 |